# Îles Caïmans aux Jeux olympiques de la jeunesse d'hiver de 2012
Les Îles Caïmans ont participé aux Jeux olympiques de la jeunesse d'hiver de 2012 à Innsbruck en Autriche du 13 au 22 janvier 2012. L'équipe de ce pays était composée d'un skieur alpin.

## Résultats

### Ski alpin
Les Îles Caïmans ont qualifié un homme en ski alpin. Dean Travers est le frère cadet de Dow Travers qui a participé pour les Îles Caïmans lors des Jeux olympiques d'hiver de 2010 à Vancouver en Canada, qui était la première participation du pays aux Jeux olympiques d'hiver.
Toutefois, Travers n'a pas pu participer aux Jeux à cause d'une blessure.